# Miriam Stahlke
Miriam Stahlke (* 1979 oder 10. Mai 1977 in Hamburg), genannt Mima, ist eine deutsche Schauspielerin, Moderatorin und Synchronsprecherin. Außerdem ist sie Kommunikationstrainerin und Psychodrama-Praktikerin mit Schwerpunkt auf Körpersprache und Physiognomie.

## Werdegang
Miriam Stahlke studierte zunächst Gesang, Tanz und Schauspiel an der Hamburger Stage School of Musik, Dance and Drama. Im Jahr 2008 wechselte sie, nach dem Abschluss der Dreharbeiten für die ARD-Serie „Die Strandclique“, auf die Schauspielschule in Hamburg und schloss als diplomierte Bühnendarstellerin mit Auszeichnung ab. Seitdem ist sie sowohl in Theater- als auch Fernsehproduktionen zu sehen. Außerdem arbeitet sie als Synchronsprecherin. So leiht sie unter anderem Thora Birch, Ingrid Martz, Nikki Reed, Kim Webster und Kaylin Jurrjens ihre Stimme. Neben ihrer Tätigkeit als Synchronsprecherin und Schauspielerin absolvierte Stahlke Ausbildungen im Psychodrama und der Theaterpädagogik und machte einen Master in Physiognomie und Körpersprache. Seitdem ist sie auch als Kommunikationstrainerin und Psychodrama-Praktikerin in Berlin und Hamburg tätig. Außerdem arbeitet Stahlke als Schauspieldozentin für Kinder und Jugendliche.

## Theater
- Licht im Nebel der Zeiten – Regie: Miriam Mima Stahlke (Projekt Berliner Stadtmission)
- Hexenjagd (A. Miller) – Abigail (Gastspiel- verschiedene Locations)
- Ein Sommernachtstraum (W. Shakespeare) – Helena (Hamburg Lichthof)
- Die Banditen (J. Offenbach) – Marquise de Ceprano (Operette Hamburg)

## Fernsehen
- Der letzte Versuch – Silvie (Regie: Uwe Meinelt und Dave Lojek)
- Der erste Eindruck – Verona (Regie: Rolf Bernhardt und Ben Borchert)
- Deadline – Julia (Regie: Jens Krange und Kai Oliver Engelhardt)
- Verbotene Liebe – Miriam Beck (Regie: Petra Wiemers und Volker Schwab)
- Der Einbruch – Diebin (Regie: Mathias Schulze-Kirketerp)
- Die Strandclique – Ellen (Regie: Wolfgang Münstermann und Olaf Goetz)
- Gegen den Wind – Frau Dr. Popp (Regie: Helmut Krätzig)